# WaterCAD
Bentley WaterCAD es un software comercial de análisis, modelación y gestión de redes a presión (sistemas de distribución o de riesgo), propiedad de la Empresa de Software Bentley Systems, Incorporated que produce soluciones para el diseño, construcción y operación de infraestructuras en diversos campos.

WaterCAD permite la simulación hidráulica de un modelo computacional representado en este caso por elementos tipo: Línea (tramos de tuberías), Punto (Nodos de Consumo, Tanques, Reservorios, Hidrantes) e Híbridos (Bombas, Válvulas de Control, Regulación, etc.) 

## Descripción
El software cuyo algoritmo de cálculo se basa en el método del Gradiente Hidráulico, permite el análisis hidráulico de redes de agua (aunque puede usarse para cualquier fluido newtoniano) determinando las presiones en diversos puntos del sistema, así como los caudales, velocidades, pérdidas en las líneas que conforman la red hidráulica; así como otros muchos parámetros operativos derivados de los elementos presentes en el sistema como: Bombas, Válvulas de Control, Tanques, etc. a partir de las características físicas del sistema y unas condiciones de demanda previamente establecidas. WaterCAD además permite extender sus capacidades a temas de gestión a largo plazo de sistemas de abastecimiento incluyendo: análisis de vulnerabilidad, análisis de protección contra incendio, estimación de costos energéticos, calibración hidráulica, optimización, etc. 

Este programa adicional a las herramientas convencionales para el análisis y modelación de redes a presión, cuenta con herramientas de productividad en los procesos de gestión de datos, construcción de modelos a partir de archivos externos, extracción de elevaciones, asignación de demandas a partir de técnicas de análisis espacial, preparación y gestión de escenarios, cálculos hidráulicos complementarios, gestión operativa y preparación de reportes y planos. Asimismo el software ofrece diversas opciones para visualización de resultados como reportes tabulares, perfiles, gráficos de variación temporal, anotaciones y codificación por color, etc. 

El software además de contar con una interfaz gráfica autónoma (Windows Stand Alone), puede trabajarse de manera integrada entornos CAD como los son AutoCAD y Bentley MicroStation.

## Orígenes y Desarrollo
WaterCAD fue originalmente desarrollado por la Empresa Haestad Methods, Inc. con base en Watertown, CT (USA). Esta empresa fue adquirida por Bentley Systems a mediados del año 2004, adquisición a partir de la cual el producto comenzó a denominarse comercialmente como Bentley WaterCAD.

WaterCAD es una evolución de un producto de software lanzado a principios de los 90's por la casa Haestad Methods, llamado CyberNet. Este producto fue quizás uno de los programas pioneros en integrar un modelo hidráulico en un entorno CAD. Lo anterior, considerando que sólo hasta esta década se comenzaban a lanzar al mercado comercial diferentes productós de modelación hidráulica con una interfaz gráfica y que la primera versión de EPANET (producto libre y referencial del mercado) sólo se lanzó hasta el año 1993.

El CyberNet como nombre comercial desapareció a principios del año 2000, y WaterCAD se empezó a comercializarse en dos versiones: WaterCAD Stand-Alone y WaterCAD para AutoCAD. Asimismo, durante los primeros años el software sufrió cambios significativos que no solamente tuvieron que ver con mejoras a la interfaz gráfica y herramientas de entrada de datos sino también con sus métodos de cálculo y algoritmos. En primer lugar en lo que tiene que ver con el método de análisis hidráulico se adaptó el método de gradiente conjugado (con el objeto de mejorar la velocidad de convergencia y uso de memoria). En lo que tiene que ver con el modelo dinámico de calidad de agua se implementó una aproximación o método lagrangiano, que demostró ser más versátil y eficiente que otros modelos de calidad.

En los últimos años el software ha tenido una gran evolución especialmente en características como: interoperabilidad, facilidad de uso, herramientas de productividad, procesos de consulta multi-criterio, operaciones de análisis espacial, posibilidades gráficas, integración con Sistemas de Información Geográfica (GIS), etc. Dentro de los más recientes desarrollos se incluyen las siguientes características:
- Intercambio de Datos con otros Sistemas de Información, Dispositivos Electrónicos y/o otros programas de gestión.
- Uso de Algoritmos Genéticos para procesos de calibración hidráulica automatizada, diseño óptimo y optimización energética.
- Detección Analítica de Fugas
- Planes de Vulnerabilidad ante eventos de Contaminación
- Integración con Sistemas SCADA
- Análisis de Calidad multi-parámetro
- Planificación para Renovación de Redes
- Integración con Análisis de Transientes Hidráulicos y Golpe de Ariete

## Tipos de Cálculo y Módulos Complementarios
WaterCAD (descripción basada en versión V8i) posee diferentes herramientas y tipos de cálculo complementarios al análisis hidráulico convencional.

Tipos de Cálculo (Régimen Permanente):
1. Análisis Hidráulico en Periodo Estático (también Conocido como Análisis Steady State o SS por su Siglas en inglés)
2. Análisis Hidráulico en Periodo Extendido o Cuasi-Estático (también Conocido como Análisis EPS por su Siglas en inglés)
3. Análisis de Calidad de Agua (Análisis de tipo EPS con tres variantes: Edad del Agua, Rastreo de Fuente o Constituyente)
4. Análisis de Protección contra Incendio (Análisis de Tipo SS para análizar la capacidad de respuesta de la Red ante un evento de Incendio)
5. Análisis de Costos de Energía (Determinación de la Energía Consumida y Costos en las Estaciones de Bombeo)
6. Análisis de Segmentos Críticos o de Vulnerabilidad del Sistema ante cortes de servicio (Criticality Analysis)
7. Análisis y Proyección de Roturas de Tuberías (Pipe Break Analysis)
8. Análisis de Lavado de Tuberías por estrategias de Vaciado (Flushing Analysis)

Módulos o Herramientas Complementarias incluidas:
1. Centro de Control de Demandas (Demand Control Center)
2. Administrador de Escenarios y Comparación (Scenario Management & Scenario Comparison)
3. Construcción Inteligente de Modelos a partir de archivos externos (ModelBuilder)
4. Asignación Automática de Elevaciones a partir de Modelos Digitales de Terreno (Trex)
5. Asignación Automática de Demandas basada en Análisis Espacial (LoadBuilder)
6. Generador de Polígonos de Thiessen

Módulos Adicionales - No Incluidos*:

*Módulos que se pueden adquirir separadamente para complementar la funcionalidad de WaterCAD

1. Skelebrator: Simplificación o Esqueletización Inteligente de Redes
2. Darwin Designer: Optimización de Diseño de Sistemas basado en Algoritmos Genéticos y según criterios económicos y restricciones hidráulicas
3. Darwin Calibrator: Calibración Hidráulica de Redes basada en Algoritmos Genéticos y según correlación estadística con datos de campo
4. Darwin Scheduler: Optimización Energética para Programación de Ciclos de Bombeos basado en Algoritmos Genéticos
5. Pipe Renewal Planner: Planeación para la Renovación de Redes basada en Análisis Multi-Criterio
6. SCADAConnect: Conexión en tiempo real del Modelo Hidráulico con Sistemas SCADA

Adicional a los módulos anteriores, el usuario puede personalizar el Software WaterCAD a través de la utilidad WaterObjects, que a través de aplicaciones y rutinas tipo VBA permite adicionar nuevas herramientas de cálculo y de visualización de resultados, extendiendo y personalizando las capacidades del software a proyectos o usos específicos.